# Tradisom
Tradisom ist ein Musiklabel aus Portugal, das insbesondere traditionelle Musik, Fado, Klassische Musik und Folk veröffentlicht. Es betätigt sich auch als Buchverlag. Es hat seinen Sitz in Vila Verde und ist seit 1992 tätig.
Das Label wurde vor allem gegründet, um Musiktraditionen und historische Aufnahmen aus Portugal zu dokumentieren und bekannt zu machen. Die Veröffentlichungen von Tradisom sind entsprechend von Beiheften begleitet, die neben Begleittexten und Fotos häufig auch musikwissenschaftliche Beiträge beinhalten.

## Geschichte
Der aus dem Alentejo stammende José Moças gründete Tradisom 1992, während er beim Radio in Macau arbeitete. Er war im Urlaub in London, wo er im His-Master’s-Voice-Geschäft auf der Oxford Street eine alte portugiesische Schellackplatte einer Fado-Aufnahme erstand. Er war über die Qualität der Aufnahme überrascht und spielte die Platte im Radio. Danach eingehende Nachfragen weckten sein Interesse weiter, so dass er fortan Schellackplatten sammelte. Auf seinem neugegründeten Tradisom-Label veröffentlichte er fortan eine Vielzahl portugiesischer Aufnahmen aus den Jahren 1900 bis 1950.
Besonderer Schwerpunkt bei Tradisom liegt seither auf historischen Aufnahmen und traditioneller Musik aus Portugal und seinen früheren Kolonien. Diese Ausrichtung spiegelte sich auch im gewählten Namen wider, der aus den portugiesischen Worten Tradição (dt.: Tradition) und Som (dt.: Ton, Klang) gebildet ist.
Gründer José Moças, der heute als einer der bedeutendsten Sammler von Schellackplatten in Portugal gilt, hat mit einer Reihe bedeutender Tradisom-Editionen einen Teil seiner Sammlung veröffentlicht, darunter frühe Fado-Aufnahmen, etwa von Ercília Costa, die das Genre in den 1930er und 40er Jahren erstmals international bekannt machte. Auch die Werkschau des in Vergessenheit geratenen, ehemals weltbekannten Tenors Lomelino Silva (1892–1967) zählt dazu.

## Veröffentlichungen (Auswahl)

### CDs
- Portuguese Sound Archives CD-Reihe mit Schellackplatten, 10 CDs der Serie Fado, 5 CDs der Serie Popular Music, 3 CDs der Serie Historic and rare
- 1995: Xanana, CD und Beiheft, Interview mit dem damaligen politischen Gefangenen Xanana Gusmão, dazu weitere Tondokumente und ein Gedicht
- 1997: Diálogos do Silêncio (Gedichte: Alberto Estima de Oliveira, Rezitator: Helder Fernando, Geiger Carlos Damas, Co-Veröffentlichung mit Sony Hong Kong)
- 1998: A Viagem dos Sons - The journey of sounds, 12-teilige Edition zur Expo 98, jeder Teil widmet sich mit CD und Buch einer Station der portugiesischen Entdeckungsreisen (Goa, Sri Lanka, Daman und Diu, Malakka, Sumatra, Macau, Timor, Mosambik, São Tomé und Príncipe, Kap Verde und Brasilien)
- 2003: Pedro Caldeira Cabral: Memórias da Guitarra Portuguesa, gewidmet der Portugiesischen Gitarre
- 2003: Banda da Armada Portuguesa: Antologia do Centenário, Werkschau-CD zum 100. Geburtstag des Musikorchesters der Portugiesischen Marine
- 2004: Coimbra – April in Portugal – Avril au Portugal, Compilation-CD und Buch zu den zahlreichen internationalen Versionen des Liedes April in Portugal
- 2013: Júlio Pereira: Cavaquinho.pt, gewidmet dem Cavaquinho
- 2013: Cancioneiro do Cante Alentejano, Doppel-CD zur Unterstützung des Antrags des Cante Alentejano zur Aufnahme in die UNESCO-Liste des Kulturerbes der Menschheit
- 2014: Fados, 6-CD-Kork-Box, Sammlung der sechs Ausgaben der Reihe Arquivos do Fado von Fado-Schellackplattenaufnahmen (Fado de Coimbra, Lissabonner Fado, Maria Alice, Ercília Costa, Amália Rodrigues und Armandinho)
- 2020: Radio Bukowski, CD mit Gedichten Charles Bukowskis, von ihm selbst rezitiert und mit Gitarre vertont, mit illustriertem Buch

### Bücher
- José Alberto Sardinha: A Viola Campaniça - O Outro Alentejo, Buch über die Viola Campaniça, einem traditionellen Gitarreninstrument aus dem Alentejo
- 2004 Paulo Lima, Augusto Brázio (Fotos): O Fado Operário no Alentejo, mit zwei CDs
- 2005 Carlos Clara Gomes: Auto da Fonte dos Amores - Pedro e Inês, Buch und CD-Mitschnitt der Oper über die tragische Liebesgeschichte von Inês und König Pedro
- 2010 José Alberto Sardinha: A Origem do Fado, mit vier CDs
- 2012: Judite dos Santos Correia da Cruz: As tradições portuguesas em França, Buch über die gelebten Traditionen in der portugiesischen Diaspora in Frankreich
- 2015: Amália no Mundo, Buch-Edition mit zwei CDs und einer LP mit internationalen Aufnahmen von Amália Rodrigues
- 2019: José Afonso: Ao vivo, mit LP eines unveröffentlichten Live-Konzerts
- 2020: Radio Bukowski, Buch mit Gedichten Charles Bukowskis, Texten und Illustrationen, mit CD, von Bukowski selbst rezitierte Gedichte mit Gitarre vertont

### DVDs
- 2011: Filmografia Completa, die Filmografie des französischen Ethnologen Michel Giacometti mit der kompletten Fernsehserie „Povo que canta“ aus den 1970er Jahren für das öffentlich-rechtliche portugiesische Fernsehen RTP, Edition von 12 Büchern mit 10 DVDs bzw. zwei CDs, in Zusammenarbeit mit der Tageszeitung Público.
- 2016: O Povo Que Ainda Canta, die komplette Fernsehserie des Regisseurs Tiago Pereira für das öffentlich-rechtliche Fernsehen RTP2, Edition mit Buch und 8 DVDs.